# Arxiu audiovisual

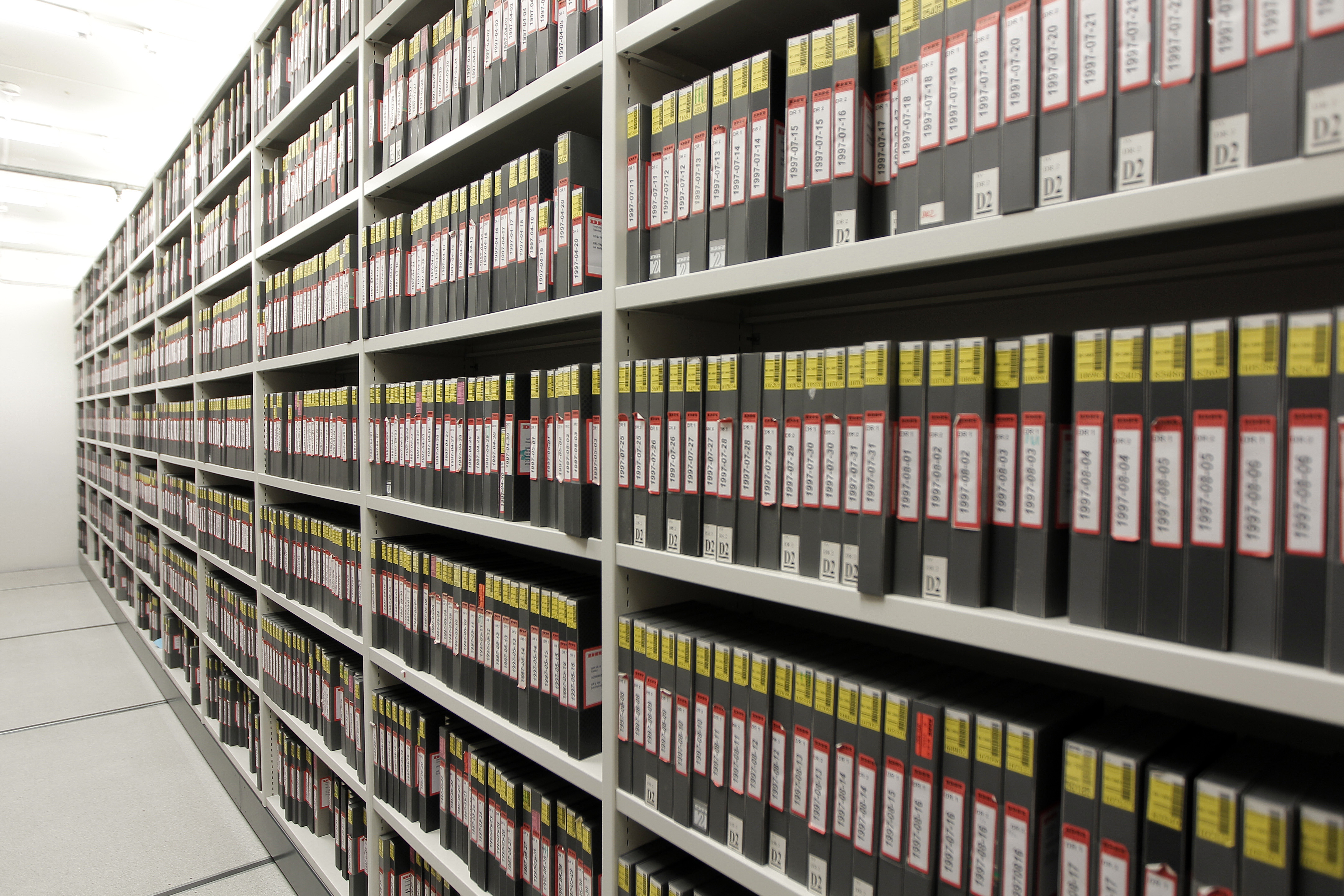
Arxiu de cintes de vídeo

En els arxius, el terme "audiovisual" s'utilitza sovint de manera genèrica per referir-se a materials diferents dels documents escrits. Les pel·lícules, els vídeos, les gravacions d'àudio, les imatges i altres mitjans audiovisuals es recopilen en arxius audiovisuals. Els registres audiovisuals inclouen una gran quantitat de coneixement, es consideren tresors culturals i s'han de preservar per a l'ús futur. Els materials impresos no tindrien el mateix abast entre diferents públics que els recursos audiovisuals.

## Història
L'arxivística audiovisual —la recopilació, preservació, gestió i ús del patrimoni audiovisual— ha establert les seves credencials com una disciplina i professió diferenciada dins del camp de la gestió del patrimoni cultural. Aquesta especialització respon a les necessitats úniques dels materials audiovisuals, que inclouen formats físics i digitals, molts dels quals són fràgils i subjectes a la obsolescència tecnològica. Els primers arxius audiovisuals van sorgir fa aproximadament un segle, amb l’objectiu de preservar pel·lícules i enregistraments que començaven a acumular-se gràcies a la popularització del cinema i la ràdio. No obstant això, el creixement sostingut i l'expansió d'aquesta pràctica com un sector professional ben definit s'han donat principalment durant la segona meitat del segle xx, coincidint amb l'explosió de nous mitjans, com la televisió, el vídeo domèstic i més recentment els formats digitals. Avui dia, aquests arxius són fonamentals per garantir la memòria cultural i artística d’una societat cada cop més visual i multimèdia.

## Els registres audiovisuals com a eina clau de comunicació

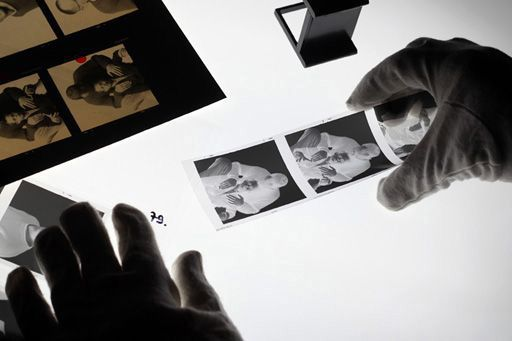
Negatiu d'Andreas Bohnenstengel

Els registres audiovisuals s'integren en els programes oficials gràcies a la seva capacitat d'actuar com a mitjans de comunicació altament efectius i directes. Aquests formats són capaços de capturar una diversitat d'informació que sovint supera les limitacions dels textos escrits. Les paraules, per si soles, no poden assolir la profunditat i la dimensió única que ofereixen els continguts audiovisuals. La combinació de so i imatges aporta un nivell de comunicació que transcendeix el llenguatge escrit, permetent transmetre emocions, contextos i conceptes complexos amb una claredat i un impacte més grans. Aquesta sinergia entre la vista i l’oïda enriqueix la comprensió global i potencia l’eficàcia comunicativa del contingut.

## Reptes de preservació i accés
La gran quantitat i diversitat de materials audiovisuals ha generat una preocupació significativa per a moltes institucions: la seva preservació. L'objectiu de la preservació institucional és garantir l’accessibilitat continuada d’aquests materials. Tanmateix, la degradació dels registres audiovisuals s'accelera per una manipulació inadequada i condicions d’emmagatzematge poc segures.
Un altre dels obstacles principals per a l’ús dels materials audiovisuals és la seva dependència de màquines específiques per a la reproducció. Això es converteix en un gran problema, especialment en comunitats rurals on pot ser difícil disposar dels equips necessaris i d’un subministrament d’energia adequat. Malgrat això, molts arxius treballen intensament per ampliar l'accés als seus fons, col·laborant amb institucions educatives, patrocinant exposicions i oferint plataformes en línia per veure i escoltar contingut. Els arxius audiovisuals també han d’enfrontar-se a la fragilitat dels materials analògics, les restriccions derivades dels drets d'autor i el ràpid desenvolupament de les formes digitals. La gestió i preservació de dades a gran escala poden ser costoses i tècnicament complexes. Tot i que els avenços tecnològics han millorat les tècniques de preservació, també han plantejat nous reptes. Per garantir l’ús continuat de les col·leccions, els arxius han d’estar al corrent dels estàndards i formats canviants. A més, especialment quan es treballa amb contingut sensible o culturalment rellevant, els arxius han de trobar l’equilibri entre les normatives sobre drets d’autor, la propietat intel·lectual i consideracions ètiques. Per assegurar la preservació d’aquests valuosos materials culturals, experts i organitzacions del sector defensen els beneficis de l’arxivística audiovisual i sol·liciten suport econòmic i legislatiu per continuar desenvolupant aquesta tasca essencial.

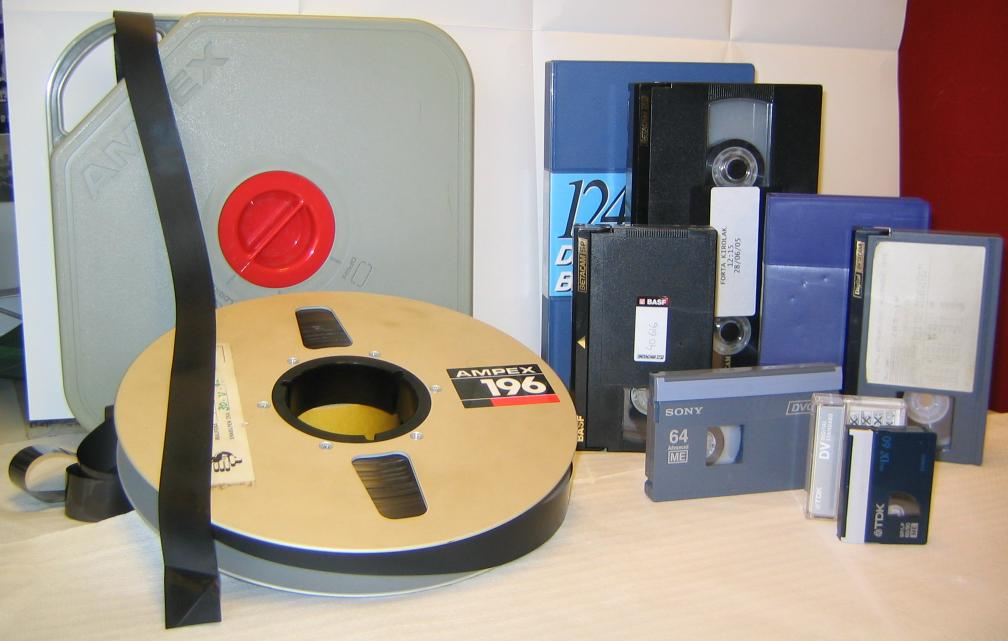
Tapes de vídeo variades

Els actius audiovisuals amb significat cultural, històric i educatiu han de ser preservats i posats a disposició del públic a través dels arxius audiovisuals. Aquests materials són fonamentals per a l’anàlisi, l’ensenyament i la promoció del patrimoni cultural. Tot i això, els arxius s'enfronten al repte de gestionar i preservar una varietat creixent de contingut analògic i digital. No obstant això, l’adopció de principis, estàndards i formats específics facilita aquestes funcions i contribueix a garantir la preservació i l’accessibilitat continuada d’aquests recursos valuosos.

## Principis[9][10]
Com en els arxius tradicionals, però adaptats per als mitjans visuals i auditius, els arxius audiovisuals segueixen principis similars:
- Proveniència: Mantenir el context original i la intenció del creador dels materials audiovisuals.
- Ordre Original: Preservar l’ordre i l’organització dels registres audiovisuals tal com van ser creats o utilitzats.
- Accés i Ús: Equilibrar l’accessibilitat per a la recerca i l’educació amb el respecte a les restriccions legals i ètiques, com els drets d’autor i la privacitat.
- Preservació: Salvaguardar els materials audiovisuals mitjançant la digitalització, un emmagatzematge adequat i la restauració.
- Integració Tecnològica: Mantenir-se actualitzat amb les tecnologies emergents per garantir la usabilitat continuada dels formats digitals i les eines per gestionar i accedir a les col·leccions audiovisuals.

Aquests principis orienten l’organització, la preservació i l’accessibilitat dels materials audiovisuals.

## Estàndards
Per garantir una gestió i preservació òptimes, els arxius audiovisuals solen seguir diversos estàndards i models. Alguns d’aquests inclouen, però no es limiten a:
1. SMPTE (The Society of Motion Picture and Television Engineers Timecode): Un estàndard comú per sincronitzar àudio i vídeo en les indústries de la radiodifusió i el cinema.[8]
2. Material Exchange Format (MXF): Un format de fitxer estàndard per a l’intercanvi de material d’àudio i vídeo, habitual en la producció i emissió de vídeo professional.[11]
3. PBCore: Desenvolupat pel projecte Public Broadcasting Preservation Fellow, és un estàndard de metadades específicament dissenyat per a materials audiovisuals en arxius de radiodifusió pública.
4. FADGI (Federal Agencies Digitization Guidelines Initiative): Proporciona pautes i estàndards per a la digitalització i preservació de materials audiovisuals, especialment per a agències governamentals.[12]
5. PREMIS (Preservation Metadata: Implementation Strategies): Un estàndard reconegut internacionalment per a la preservació digital, incloent-hi continguts audiovisuals.
6. OAIS (Open Archival Information System): Un model de referència per a la preservació digital que ajuda les organitzacions a gestionar, preservar i oferir accés als seus arxius audiovisuals.[13]
7. METS (Metadata Encoding and Transmission Standard): Un estàndard per codificar metadades descriptives, administratives i estructurals sobre objectes en biblioteques digitals, aplicable també als materials audiovisuals.
8. Encoded Archival Description (EAD): Tot i que s'utilitza principalment per a materials textuals, sovint s'adapta per a col·leccions audiovisuals, proporcionant una manera estandarditzada de codificar guies de cerca.[14]
9. Dublin Core: Un conjunt de quinze elements principals de metadades per descriure recursos digitals o físics.

Aquests estàndards i models faciliten la gestió i el compartir d’arxius audiovisuals entre institucions, garantint la seva compatibilitat, accessibilitat i preservació a llarg termini.

## Formats[15][16][17]
Els especialistes en preservació digital necessiten informació específica sobre els tipus de fitxers per prendre les millors decisions quant a la preservació a llarg termini. En el cas d’imatges, àudios i vídeos, els formats recomanats inclouen: JPEG 2000, TIFF, FLAC, MP3, Wave, Broadcast Wave, Digital Cinema Package (DCP), Motion JPEG 2000, MPEG-2 i MPEG-4.
Cada any, la Library of Congress publica una declaració de formats recomanats (Recommended Formats Statement), que inclou una llista de formats ideals per a la preservació i l'accés futur. En la declaració del període 2023-2024, els formats preferits per a vídeos són:
- Interoperable Master Format (IMF)
- FFV1 (amb embolcall Matroska .mkv)
- ProRes
- MPEG-2
- XDCAM

En aquesta última actualització, el format FFV1, que anteriorment era considerat "acceptable", ha estat reclassificat com a "preferit" per a la preservació de vídeo. Aquesta revisió subratlla el compromís amb l’adopció de formats més robustos i sostenibles per a garantir la longevitat dels materials audiovisuals digitals i la seva accessibilitat futura.
Aquestes recomanacions són essencials per establir estàndards consistents en la preservació digital, ja que els formats seleccionats tenen característiques tècniques que asseguren una major estabilitat, compatibilitat i qualitat a llarg termini.